# Gymnelema rougemontii
Gymnelema rougemontii är en fjärilsart som beskrevs av Franciscus J.M. Heylaerts 1891. Gymnelema rougemontii ingår i släktet Gymnelema och familjen säckspinnare. Inga underarter finns listade i Catalogue of Life.